# شكرا جزيلا (أغنية)
شكرا جزيلا (بالألمانية: Danke Schoen) هي أغنية كلاسيكية لعام 1962. قام بتأليفها أول مرة وتسجيلها الملحن الألماني برت كامبفرت، أما النص فكتبه كل من كورت شفاباك، وميلت غابلر. في عام 1963 لاقت الأغنية نجاحاً كبيراً من طرف المغني الأمريكي واين نيوتن.

## وصلات خارجية
- نص الأغنية